# ジュリメトリックス
ジュリメトリックス  (英:Jurimetrics)あるいは計量法学は、法に定量的な手法 (特に統計)を適用した、法学の一分野である。
ジュリメトリックスは、アメリカ合衆国およびブラジルでよく知られている。合衆国では、学術雑誌『ジュリメトリックス』がアメリカ法曹協会から出版されている  。ブラジルでは、ブラジル・ジュリメトリックス協会の存在が主として知られている。ブラジル・ジュリメトリックス協会は自らを「『法と数学』の研究者の集まる非営利組織」だと規定している。
この用語は1949年にリー・レウインジャーの論文「ジュリメトリックス――新たなる一歩――」において初めて使用された。この論文は オリバー・ウェンデル・ホームズ・ジュニアの影響を受けており、レウインジャーはホームズの有名な言葉「未来の人間は、統計人であるとともに経済学の達人である」を引用している。 
このジュリメトリックスの起源は、スイスの数学者である ニコラウス・ベルヌーイ1世 の博士論文『De Usu Artis Conjectandi in Jure』 (1709年) に帰せられている。
ジュリメトリックスの適用の可能性は多様であり、訴訟手続の回数から意思決定支援モデルの構築にまで及ぶ。ジュリメトリックスは各学者の関心にしたがって異なる観点から研究される。

## ジュリメトリックスと「法と経済学」派の違い
ジュリメトリックスと「法と経済学」の違いは単純である。すなわち、ジュリメトリックスが法学と統計学の双方を中心とするのに対して、「法と経済学」は計量経済学 (つまり、経済学と統計学)に拠っている。統計学、法学、経済学の三者のすべてを含む場合、ジュリメトリックスによる研究手法と計量経済学的手法 (法と経済学)のどちらも適用されうる。